# Ed Gamble (Bogenschütze)
Edward „Ed“ G. Gamble (* 8. September 1935 in Leicester, Vereinigtes Königreich; † 31. Dezember 2016) war ein später auch für Kanada startender britischer Bogenschütze.
Gamble nahm an den Olympischen Spielen 1976 in Montréal für Kanada teil und belegte den 16. Platz. 1968 hatte er mit dem britischen Team den Europameistertitel errungen.